# Слободское сельское поселение (Рязанская область)
Слободское сельское поселение — муниципальное образование в Михайловском районе Рязанской области. Административный центр — деревня Слободка.

## История
Границы сельского поселения определяются законом Рязанской области от 07.10.2004 N 86-ОЗ.
4 июня 2018 года в соответствии с Законом Рязанской области №31-ОЗ к Слободскому сельскому поселению присоединено упразднённое Печерниковское сельское поселение.

## Население
| 2010 | 2012  | 2013  | 2014  | 2015 | 2016 | 2017 |
| ---- | ----- | ----- | ----- | ---- | ---- | ---- |
| 819  | ↘799  | ↗807  | →807  | ↗809 | ↗816 | ↘795 |
| 2018 | 2019  | 2020  | 2021  |      |      |      |
| ↘768 | ↗1120 | ↘1111 | ↗1176 |      |      |      |

## Состав сельского поселения
| №  | Населённый пункт                                | Тип населённого пункта          | Население |
| -- | ----------------------------------------------- | ------------------------------- | --------- |
| 1  | Аннино                                          | село                            | ↘90       |
| 2  | Берёзово                                        | село                            | ↘56       |
| 3  | Бывшей МТС                                      | посёлок                         | 22        |
| 4  | Костыли                                         | деревня                         | ↗2        |
| 5  | Красный Посёлок                                 | деревня                         | ↘0        |
| 6  | Локня                                           | деревня                         | ↘3        |
| 7  | Марьино                                         | деревня                         | ↘20       |
| 8  | Оболенки                                        | деревня                         | ↘6        |
| 9  | Печерники                                       | село                            | ↘453      |
| 10 | Посёлок Ветлечебницы                            | посёлок                         | 0         |
| 11 | Посёлок Центрального отделения совхоза «Мишино» | посёлок                         | ↘218      |
| 12 | Саларьево                                       | деревня                         | 5         |
| 13 | Слободка                                        | деревня, административный центр | ↘328      |
| 14 | Студенец                                        | деревня                         | 5         |
| 15 | Фирюлёвка                                       | село                            | ↘125      |